# Quartier (ville)
Pour les articles homonymes, voir quartier.
 (juin 2014).
Un quartier est une subdivision d'une ville ou d'un territoire. C'est aussi souvent une échelle d'appropriation d'une partie de la ville par ses habitants, donc un ensemble urbain comportant certaines caractéristiques particulières ou une certaine unité.
En France, certains quartiers sont dotés d'un conseil de quartier qui représente ses habitants auprès de la mairie.

## Urbanisme

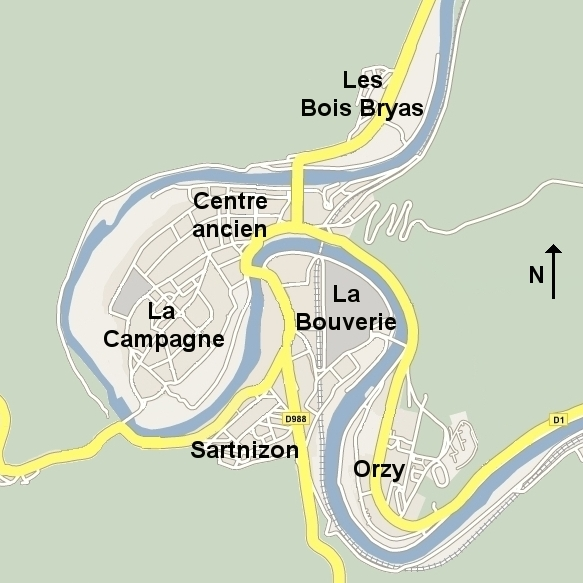
Parfois, la géographie physique (ici les méandres d'un cours d'eau) a créé les conditions d'apparition de quartiers dans une ville (dans cet exemple : Revin dans les Ardennes).

En géographie urbaine, le quartier d'une ville se définit avant tout par une physionomie ou un emplacement qui lui est propre et le différencie de son environnement. Il peut devoir cette physionomie à divers types de spécificités qui renvoient à :
- sa situation : on parle par exemple des quartiers centraux et des quartiers périphériques d’une ville, des hauts et ses bas quartiers, des quartiers de la rive droite et de la rive gauche, etc.
- son bâti : on différencie par exemple quartiers anciens et nouveaux quartiers
- ses fonctions : chaque ville a ses quartiers commerçants, son quartier de gare, ses quartiers de sortie, ses quartiers de bureaux ou son quartier d'affaires (Central business district), ses quartiers résidentiels, etc.
- sa fréquentation et/ou ses résidents identifiés selon des critères sociaux (on parle de « quartiers populaires » ou « bourgeois », de quartiers « chics » ou « pauvres »), culturels (quartier asiatique par exemple), religieux ou encore sexuels (quartier gay).
- son image ou la symbolique qui lui est associée : on parle par exemple de quartiers mal famés ou à l'inverse de beaux quartiers.
- sa qualité environnementale, avec par exemple les écoquartiers où certains standards de haute qualité environnementale sont plus ou moins systématiquement appliqués à la conception, construction, gestion et démolition du bâti[1].

## Société
Le terme de quartier renvoie également aux parties d’une ville considérées d’un point de vue de voisinage, c'est-à-dire à une portion de ville définie en termes de proximité par rapport au logement. Cette deuxième dimension de la notion de quartier renvoie plutôt aux pratiques, ainsi qu'aux représentations que les habitants se font de leur ville. Le quartier se définit alors par les lieux de sociabilité qui structurent la ville au niveau local : rues commerçantes, équipements publics, espaces verts, etc. Il faut également l'apparition du terme de "quartiers" ("babtum" en akkadien), développements dits « thématiques » ou « utilitaires » d’une portion de ville (quartiers religieux, quartiers politiques, administratifs, etc.) qui apparaissent dans des textes de l’époque et notamment dans le Code législatif d’Hammurabi (env. 1750 av. EC), où il est dit que les habitants d’un tel quartier doivent servir dans les témoignages sur des affaires de divorce pour adultère, ou pour prévenir des personnes ayant des animaux potentiellement dangereux dudit quartier. Il est probable que cette manière de fonctionner soit l’ancêtre proche du conseil de quartier[réf. nécessaire]. Il s'agissait d'une instance de contrôle social au niveau de la communauté de voisinage. Il existait certainement des assemblées de voisinages à ce niveau-là[réf. nécessaire]. Ce fait de faire communauté a amené de grandes inventions et développements, notamment en ce qui concerne Uruk de l’invention de l’écriture pour l’administration mésopotamienne.

## Anecdote

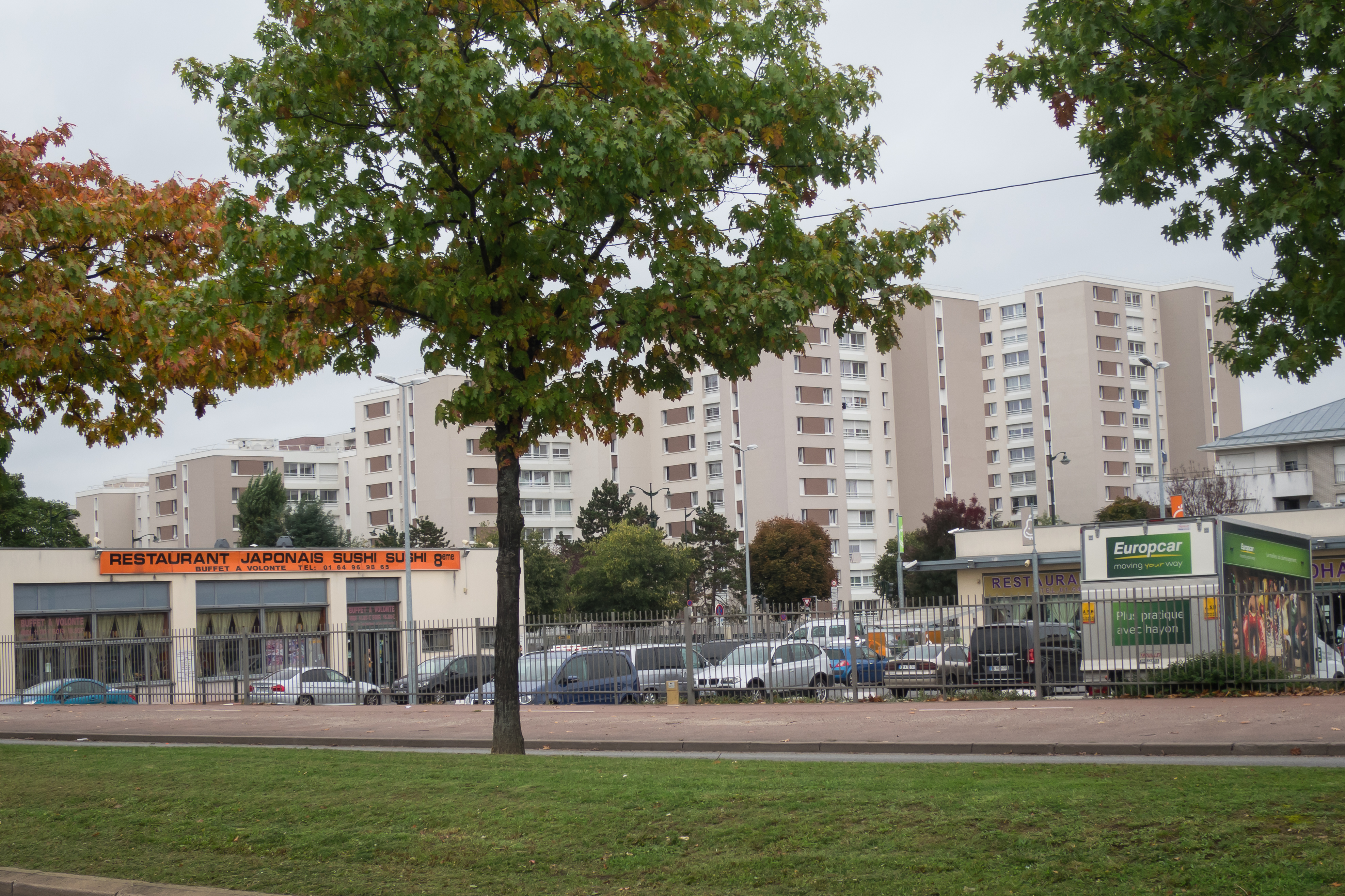
Les Tarterêts à Corbeil-Essonnes..

Depuis le début des années 1990, le discours politique français utilise fréquemment, par extension, le terme « quartiers » pour désigner ce que l’on appelle les quartiers sensibles. Il s’agit de zones urbaines caractérisées par une concentration importante de ménages à faibles revenus, souvent bénéficiaires d’aides sociales, et présentant parfois un niveau moyen de formation ou de qualification inférieur à la moyenne nationale. Ces territoires peuvent également être marqués par un sentiment d’exclusion ou de distance vis-à-vis des institutions et de la culture dominante, ce qui peut freiner l’intégration de certains habitants.
Avant les années 1990, l’expression la plus couramment employée était « quartiers difficiles ». Dans les décennies précédentes, notamment jusqu’à l’après-guerre, on parlait plutôt, par extension, de « quartiers mal famés », en référence à leur mauvaise réputation.
Dans le langage administratif actuel, ces zones sont désignées comme des Quartiers Prioritaires de la Politique de la Ville (QPV), définis selon des critères objectifs tels que le revenu médian, le taux de chômage ou la proportion de logements sociaux.

### Quartiers de municipalités incluant le mot «village»
- Greenwich Village est un quartier de Manhattan à New York.
- Le Village désigne le quartier gay de Montréal au Québec.